# Méry von Bruiningk
Marie (Méry) von Bruiningk, född 1818, död 1853, var en estnisk (tyskbaltisk) demokrat, känd som revolutionär och talesperson för de demokratiska idéerna i Baltikum under revolutionsåret 1848. 
Hon var dotter till friherre Johann Georg von Bruiningk och Maria Dorothea Margareta von Anrep och gifte sig 1839 med friherre Johann Georg von Lieven. Hon är känd som centralfigur inom den radikala cirkeln kring familjen von Bruiningk, som hyllade de nya frihetsidéerna under 1840-talet. Hon upprätthöll kontakt med Karl Marx och Alexander Herzen. Hon och hennes make tvingades emigrera sedan han hade uttryckt frihetsvänliga tankar i nationalförsamlingen. De bosatte sig därefter i Hamburg, där hon organiserade socialhjälp för 1848 års politiska flyktingar. 